# Loriini
Loriini este un trib de papagali arboricoli de mărime mică până la medie, caracterizați prin limbile lor specializate cu vârf de perie pentru a se hrăni cu nectarul diferitelor flori și fructe moi, de preferință fructe de pădure. Speciile formează un grup monofiletic în cadrul familiei de papagali Psittaculidae.

## Clasificare

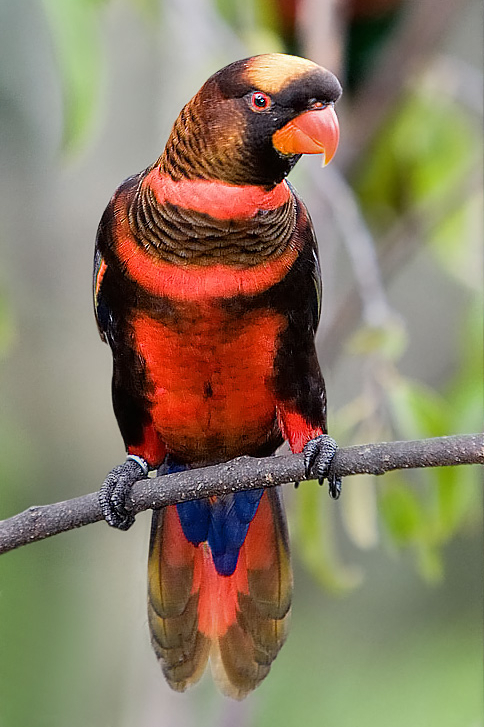
Pseudeos fuscata

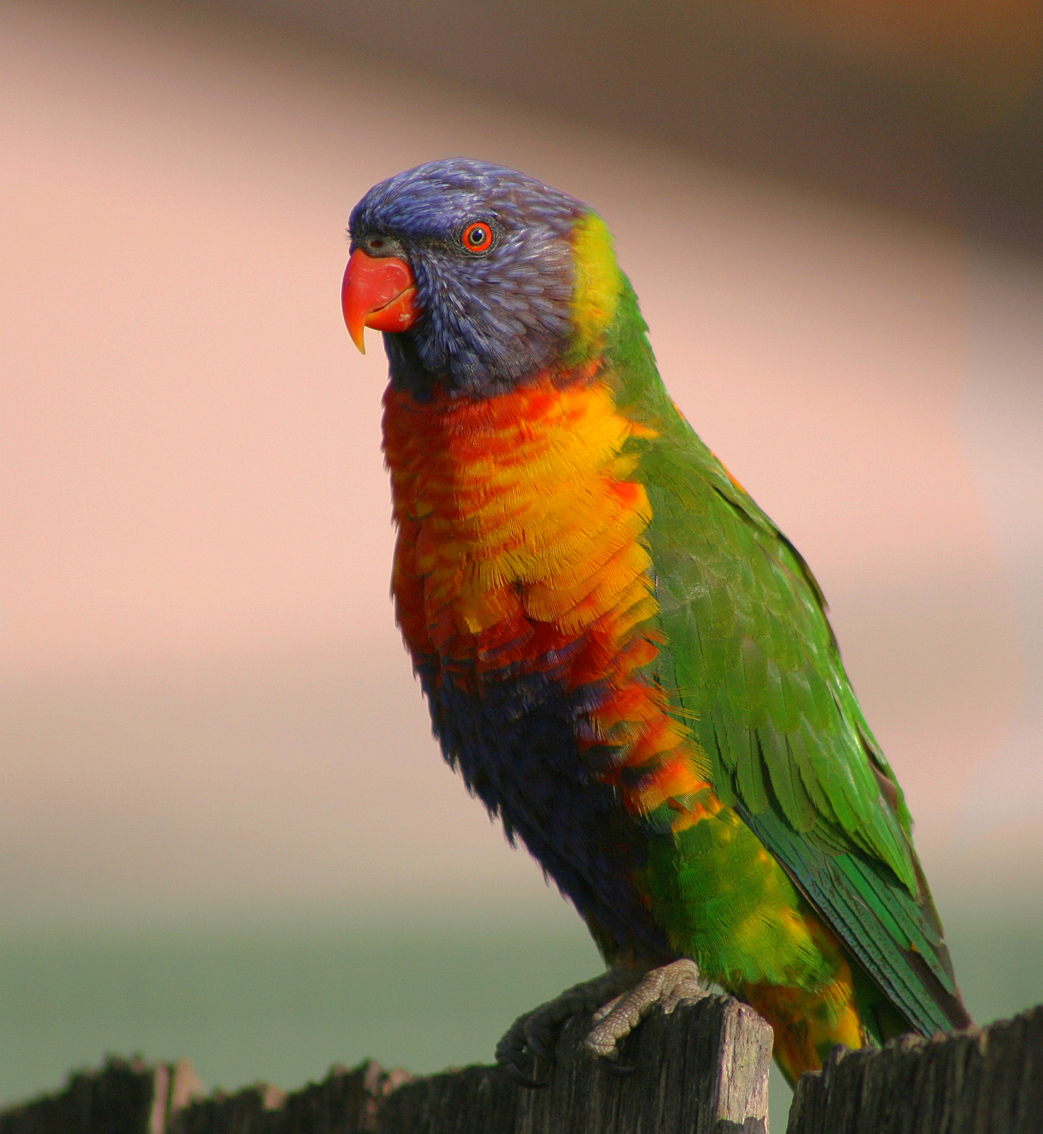
Trichoglossus moluccanus

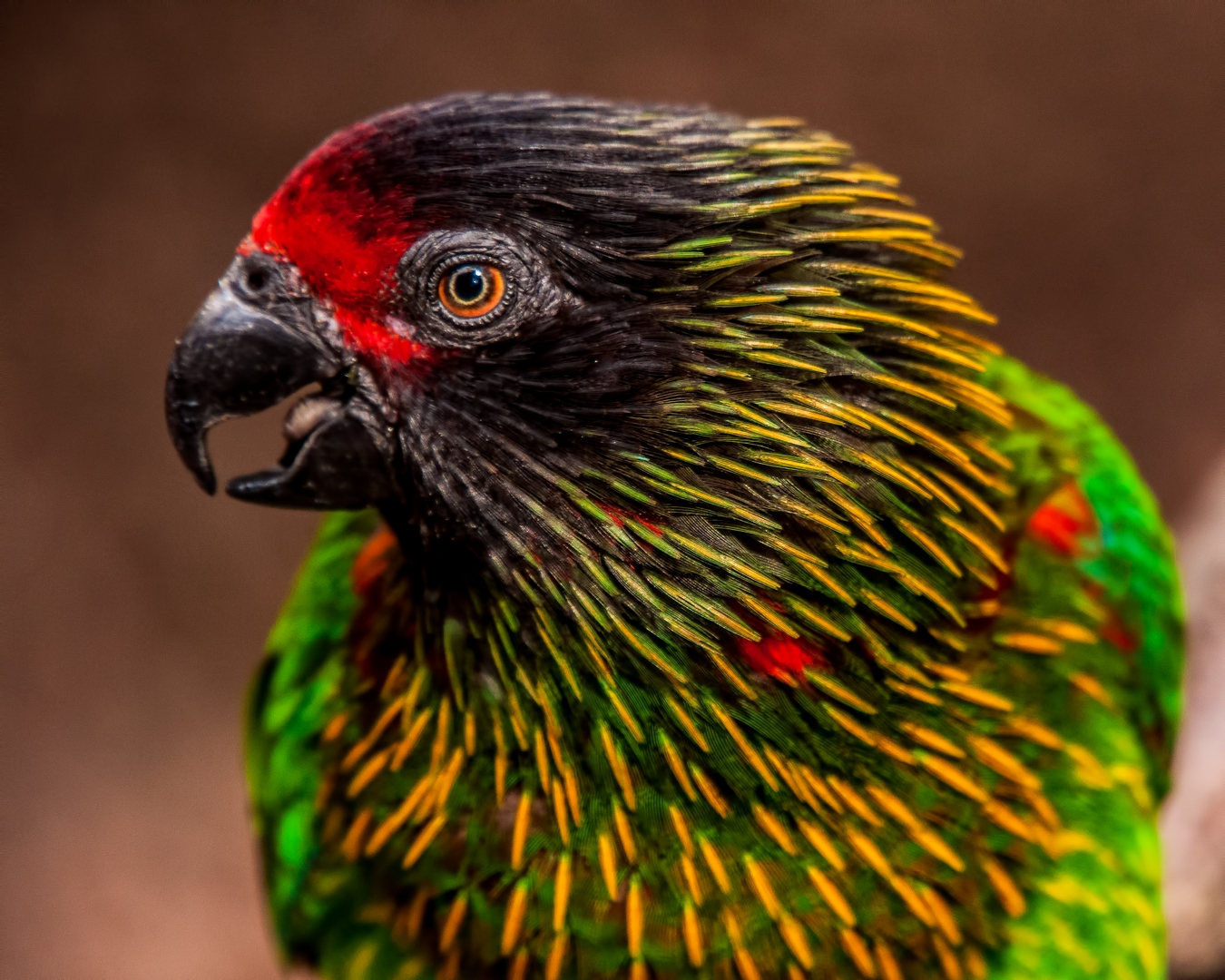
Chalcopsitta sintillata

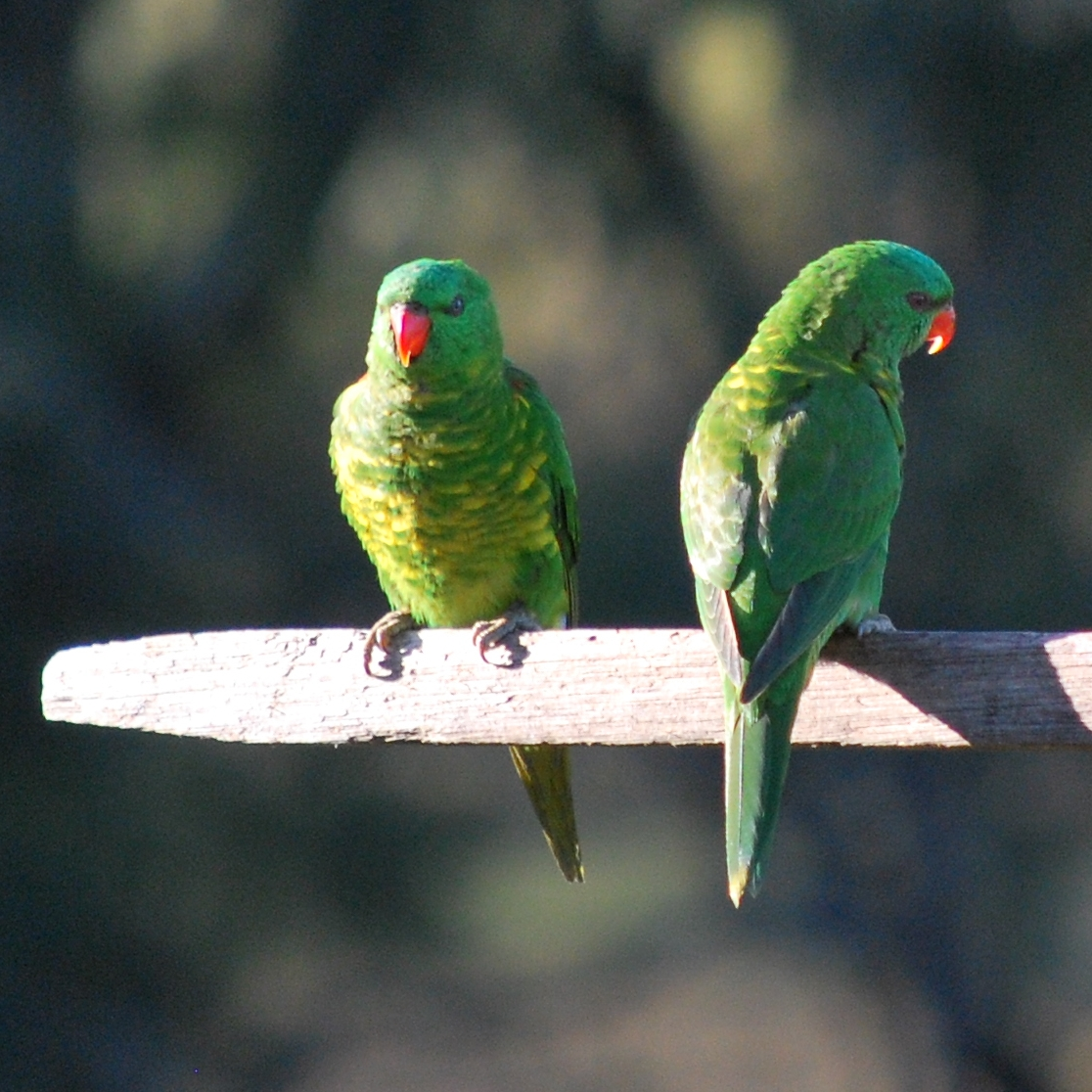
Trichoglossus chlorolepidotus

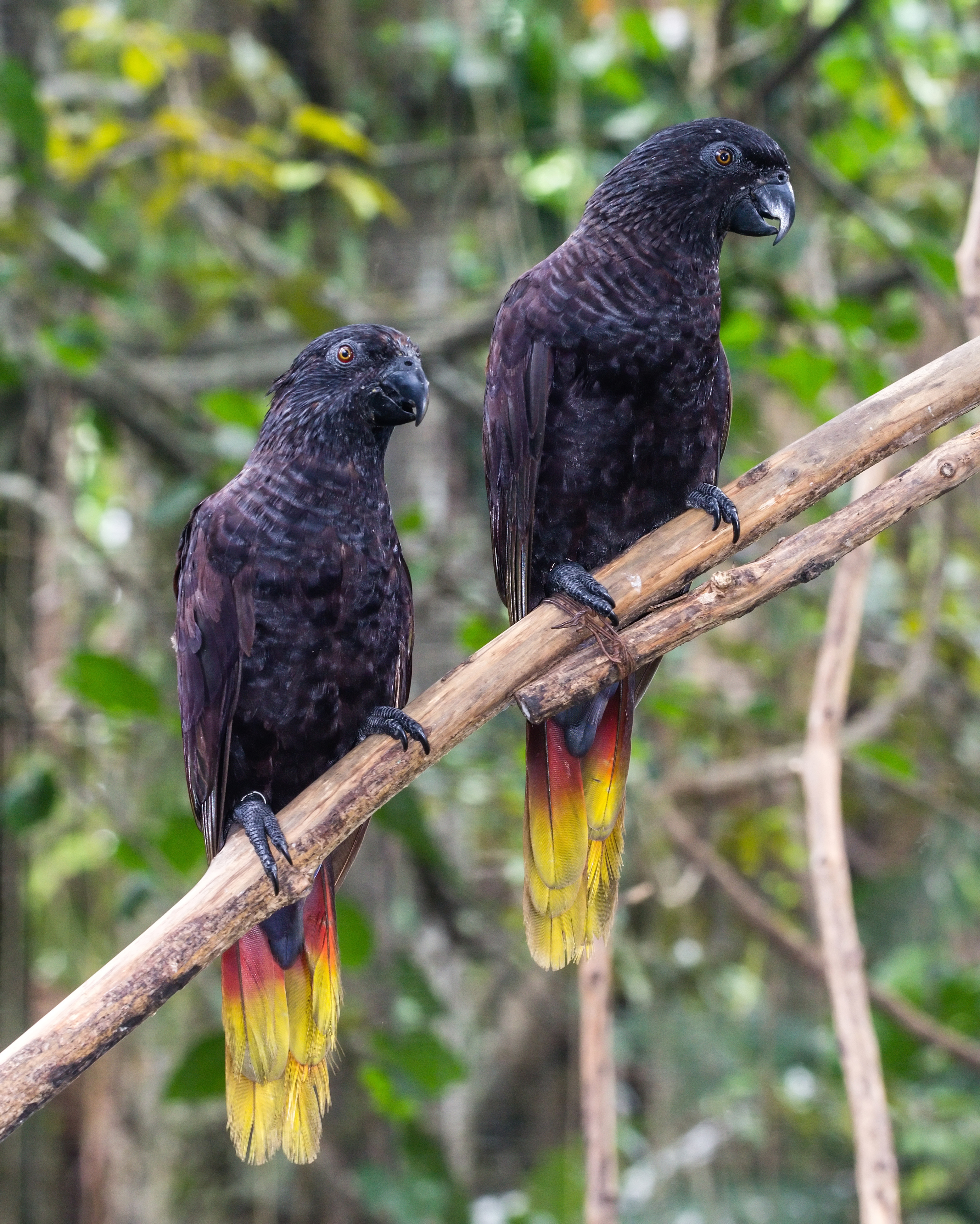
Chalcopsitta atra

Tribul Loriini conține 19 genuri și 61 de specii.
- Genul Oreopsittacus
  - Oreopsittacus arfaki
- Genul Charminetta
  - Charminetta wilhelminae
- Genul Hypocharmosyna
  - Hypocharmosyna rubronotata
  - Hypocharmosyna placentis
- Genul Charmosynopsis
  - Charmosynopsis toxopei
  - Charmosynopsis pulchella
- Genul Synorhacma
  - Synorhacma multistriata
- Genul Charmosyna
  - Charmosyna josefinae
  - Charmosyna papou
  - Charmosyna stellae
- Genul Charmosynoides
  - Charmosynoides margarethae
- Genul Vini
  - Vini meeki
  - Vini rubrigularis
  - Vini palmarum
  - Vini amabilis
  - Vini diadema
  - Vini solitaria
  - Vini australis
  - Vini ultramarina
  - Vini stepheni
  - Vini kuhlii
  - Vini peruviana
- Genul Neopsittacus
  - Neopsittacus musschenbroekii
  - Neopsittacus pullicauda
- Genul Lorius
  - Lorius albidinuchus
  - Lorius chlorocercus
  - Lorius domicella
  - Lorius garrulus
  - Lorius hypoinochrous
  - Lorius lory
- Genul Psitteuteles
  - Psitteuteles versicolor
- Genul Parvipsitta
  - Parvipsitta porphyrocephala
  - Parvipsitta pusilla
- Genul Pseudeos
  - Pseudeos fuscata
  - Pseudeos cardinalis
- Genul Chalcopsitta
  - Chalcopsitta duivenbodei
  - Chalcopsitta atra
  - Chalcopsitta sintillata
- Genul Glossoptilus
  - Glossoptilus goldiei
- Genul Glossopsitta
  - Glossopsitta concinna
- Genul Saudareos
  - Saudareos johnstoniae
  - Saudareos iris
  - Saudareos flavoviridis
  - Saudareos meyeri
  - Saudareos ornatus
- Genul Eos
  - Eos reticulata
  - Eos semilarvata
  - Eos bornea
  - Eos histrio
  - Eos cyanogenia
  - Eos squamata
- Genul Trichoglossus
  - Trichoglossus rubiginosus
  - Trichoglossus chlorolepidotus
  - Trichoglossus haematodus
  - Trichoglossus rosenbergi
  - Trichoglossus moluccanus
  - Trichoglossus rubritorquis
  - Trichoglossus euteles
  - Trichoglossus capestratus
  - Trichoglossus weberi
  - Trichoglossus forsteni